# Moniliopsis klebahnii
Moniliopsis klebahnii é uma espécie de fungo pertencente à família Ceratobasidiaceae.